# Liza Dalby
Liza Dalby Crihfield (nascuda el 1950) és una novel·lista i antropòlega especialitzada en cultura japonesa. Es va graduar el 1972 al Swarthmore College, va rebre el seu màster el 1974 i el seu doctorat de la Universitat Stanford el 1978. El títol de la seva dissertació és la institució de la geisha en la societat japonesa moderna. En rebre el seu doctorat ella va acceptar el seu primer lloc docent a la Universitat de Chicago. Està casada amb Michael Dalby, director general de Stylus LLC. Tenen 3 fills: Maria, Owen i Chloë, i viu a Berkeley, Califòrnia.
El 1975 va ser al Japó en una beca Fulbright per a la recerca del seu doctorat tesi sobres les geishes. El seu llibre Geisha (filmat com American geisha) es basa en les seves experiències amb la comunitat de geishes a Kyoto, la Pontocho.
La seva experiència única en la comunitat geisha l'ha dut a servir com a consultora d'Arthur Golden Memòries del 2005 de la pel·lícula d'una geisha protagonitzada per Zhang Ziyi. Golden reconeix la seva assistència en la novel·la i es descriu com "l'única dona en la història d'Amèrica per esdevenir una geisha".
Actualment està treballant en una novel·la, The Hidden Buda.

## Amèrica "geisha"
Liza Dalby s'ha esmentat com l'única dona no japonesa en ser una geisha. Geiko va acompanyar en molts compromisos de 1975-76, sent popular entre els clients i geisha. Per descomptat, ella mai va ser-ho a través dels processos formals per convertir-se en una geiko, ni va ser formalment associada amb qualsevol de les okiya o ochaya a Kyoto. Va ser sol·licitada sovint pels clients, però cal tenir en compte que dels clients no es cobrarà per la seva assistència, ja que no tenia cap associació formal. Va ser especialment popular la seva habilitat en el japonès shamisen, un instrument de corda.
Dalby diu: "Vaig escriure la meva tesi doctoral, i el posterior llibre, titulat Geisha, sobre aquest tema, i se'm coneix en tot el món com l'única geisha no japonesa. I així és com jo ho estava representant en el mitjans de comunicació japonesos: «la geisha d'ulls blaus".